# Quema de muñecos de fin de año

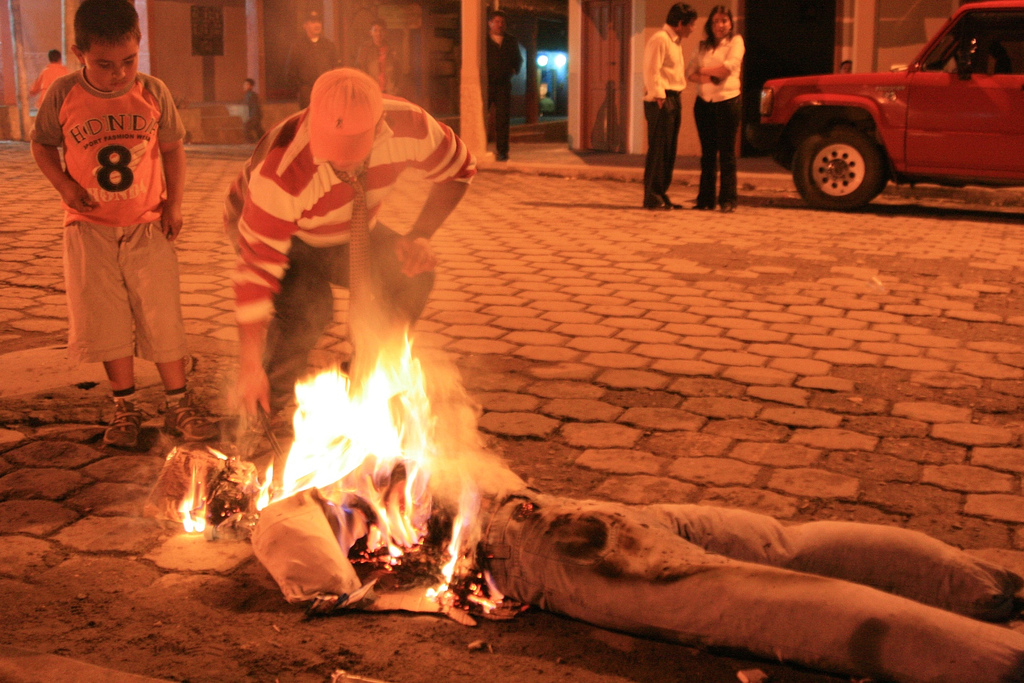
Quema de un muñeco en Vilcabamba el 31 de diciembre de 2007.

La quema del muñeco de fin de año es una tradición que se lleva a cabo a última hora del 31 de diciembre y primera hora del 1 de enero para festejar el fin de año y el comienzo de uno nuevo.La efigie quemada recibe varios nombres como "Momo de fin de año" (diferenciándose del Momo de Carnaval quemado al final del mismo), Fantoche o simplemente muñeco.[cita requerida]
Los llamados "fantoches" suelen contar con movimiento ya sea mediante palancas o motores especiales que le permiten uno o varios movimientos limitados con la idea de lograr un efecto más pintoresco. Los fantoches eran más comunes en Europa o Argentina durante la celebración del Carnaval, aunque la creación de muñecos con movimientos posteriormente también se incorporó a los tradicionales momos de fin de año.En las décadas pasadas era más común que la esfigie a quemar fuese similar en estética a las representaciones alegóricas de Cronos o el Padre Tiempo, simbolizando el año viejo, mientras que en épocas más recientes los motivos variaron hacia figuras populares del cine, la TV, la música e incluso la política. El uso de pirotecnia ha sido otra de las incorporaciones dentro de los muñecos así como también el show pirotécnico antes de la quema del mismo.

## Historia
El ritual de la quema de una efigie de material combustible se remonta a la antigua Grecia helénica primitiva, donde un rey sagrado, consorte de una ninfa tribal, debía morir al final de su mandato. Una figura de madera de  acebuche que simbolizaba al rey, era quemada en una gran pira hacia el final de su mandato, fecha que no se daba de manera casual sino íntimamente relacionada con un período calendario. En el mar Jónico fue hallada una estatua de madera de Heracles de origen tiria, que luego fue llevada al templo de Eritrea. Ese tipo de estatuas demostraría que el rey sagrado siguió siendo quemado simbólicamente durante siglos en esfigie ritualmente tras abolirse la tradición primitiva donde era verdaderamente sacrificado.  La madera de acebuche simbolizaba al Año Nuevo, cuando el rey inicia su reinado expulsando los espíritus del año viejo. La persona que enciende la hoguera representa al sucesor del rey que gobernará religiosamente durante todo un nuevo período.

## Argentina
En Argentina originalmente se recolectaban en la semana previa al 31 de diciembre, ropa usada, papel de diario, maderas y pintura para crear muñecos de una similar envergadura al de un espantapájaros. Con el tiempo las figuras fueron evolucionando y los tamaños variaron y se incrementaron hasta crear gigantescas obras. Habitualmente cuentan con una estuctura de madera y alambres revestida con capas sobre capas de papel encolado, el cual tras el secado se procede a pintar acorde al motivo que se esté realizando.

### La Plata

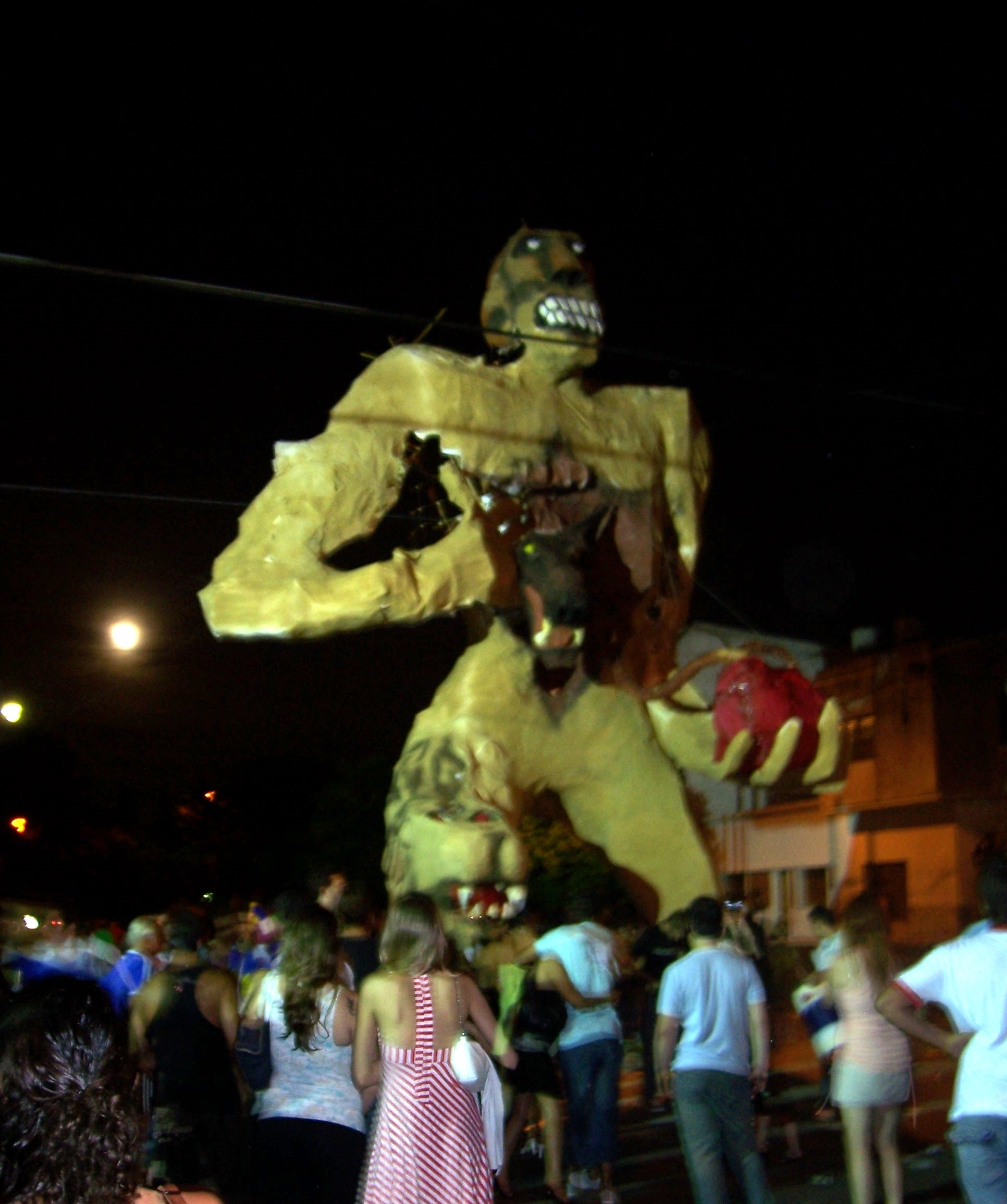
Muñeco antes de la quema en La Plata,
2006.

La tradición del partido de La Plata que nació en el año 1956 en la puerta del almacén y bar de 10 y 40, de don Luis Tortora, para homenajear a un jugador de Cambaceres.Y luego continuó como una manera de homenajear a personajes destacados del año. En ese sentido la tradición de La Plata es diferente a otras quemas, que tienen relación con el año agrícola, y es identificado como un "fenómeno cultural urbano".
En la década de los 90 se produjeron algunos cambios y los vecinos de cada barrio comenzaron a autoconvocarse para participar en la confección. Por lo general, eran los adolescentes y jóvenes de los diferentes barrios que se reunían y planificaban el diseño y construcción del muñeco. Desde ese entonces se realizan concursos donde el mejor muñeco es premiado por el municipio platense y por algunas empresas de medios de comunicación.Los más jóvenes los que se paran en las esquinas para recaudar fondos para cubrir los gastos de la confección, son los adultos más experimentados los que planifican el muñeco, no sólo el diseño sino también la estructura y la seguridad, algo que precisa seriedad y profesionalismo (intervienen arquitectos, ingenieros, estudiantes de Bellas Artes y de Diseño de la UNLP entre otros).[cita requerida]
Los muñecos son también centros de reunión para la gente del barrio, mientras terminan de armarse y durante la quema misma. "Acá pasamos música y nos reunimos con gente que no vemos casi nunca que se acerca para preguntar cómo va el muñeco, al que sienten como propio", dicen los chicos comprometidos en el armado.

## Ecuador
En Ecuador se encuentran referencias de esta celebración desde al menos 1897, un año después del Gran Incendio de Guayaquil. Sin embargo, no hay claridad sobre el verdadero origen de la celebración en esta región y se encuentran testimonios que afirmarían que para 1870 ya se llevaba a cabo esta práctica.